# علیرضا ازغندی
سید علیرضا ازغندی (زاده ۱۳۲۰ در مشهد – درگذشته ۱۶ خرداد ۱۴۰۳ در آلمان) نویسنده و پژوهشگر دوره جمهوری اسلامی، اهل ایران بود. او مدرس گروه علوم سیاسی دانشگاه شهید بهشتی، از اعضای هیئت مؤسس انجمن علوم سیاسی ایران و مدیر گروه علوم سیاسی دانشگاه آزاد اسلامی واحد علوم و تحقیقات تهران بود.